# Semenovia
Semenovia is een geslacht uit de schermbloemenfamilie (Apiaceae). De soorten komen voor van Iran tot in Centraal-Azië en China.

## Soorten
- Semenovia alaica Lazkov
- Semenovia brunonis (DC.) X.L.Guo, Q.Y.Xiao & X.J.He
- Semenovia bucharica (B.Fedtsch. ex Schischk.) Manden.
- Semenovia dasycarpa (Regel & Schmalh.) Korovin ex Pimenov & V.N.Tikhom.
- Semenovia dichotoma (Boiss.) Manden.
- Semenovia dissectifolia Ukrainsk. & Kljuykov
- Semenovia eriocarpa (Bornm. & Gauba) Lyskov & Kljuykov
- Semenovia frigida (Boiss. & Hausskn.) Manden.
- Semenovia furcata Korovin
- Semenovia glabrior (C.B.Clarke) Pimenov & Kljuykov
- Semenovia gyirongensis Q.Y.Xiao & X.J.He
- Semenovia heracleifolia (H.Wolff) Hedge & Lamond
- Semenovia heterodonta (Korovin) Manden.
- Semenovia imbricata Ukrainsk. & Kljuykov
- Semenovia lasiocarpa (Boiss.) Manden.
- Semenovia macrocarpa (Rech.f. & Riedl) Alava
- Semenovia malcolmii (Hemsl. & H.Pearson) Pimenov
- Semenovia pamirica (Lipsky) Manden.
- Semenovia pimpinellioides (Nevski) Manden.
- Semenovia propinqua (Aitch. & Hemsl.) Manden.
- Semenovia pulvinata Pimenov & Kljuykov
- Semenovia radiata (Rech.f. & Riedl) Alava
- Semenovia rubtzovii (Schischk.) Manden.
- Semenovia subscaposa (Rech.f.) Alava
- Semenovia suffruticosa (Freyn & Bornm.) Manden.
- Semenovia thomsonii (C.B.Clarke) Manden.
- Semenovia tragioides (Boiss.) Manden.
- Semenovia transiliensis Regel & Herder
- Semenovia vachanica Ukrainsk. & Kljuykov
- Semenovia vaginata Pimenov
- Semenovia zaprjagaevii Korovin

... · 
Aciphylla · 
Actinotus · 
Aegopodium · 
Aethusa · 
Ammi (Akkerscherm) · 
Anethum · 
Angelica (Engelwortel) · 
Anisotome · 
Anthriscus (Kervel) · 
Apium (Moerasscherm) · 
Artedia · 
Astrantia (Sterrenscherm) · 
Athamanta · 
Azorella · 
Berula · 
Bifora · 
Bunium · 
Bupleurum (Goudscherm) · 
Carum (Karwij) · 
Caucalis · 
Chaerophyllum (Ribzaad) · 
Cicuta · 
Conium · 
Conopodium · 
Coriandrum · 
Crithmum · 
Cuminum · 
Daucus · 
Eryngium (Kruisdistel) · 
Falcaria · 
Ferula · 
Foeniculum · 
Heracleum (Berenklauw) · 
Levisticum · 
Myrrhis · 
Oenanthe (Torkruid) · 
Orlaya · 
Pastinaca (Pastinaak) · 
Petroselinum (Peterselie) · 
Peucedanum (Varkenskervel) · 
Pimpinella (Bevernel) · 
Pycnocycla ·
Sanicula · 
Scandix · 
Selinum · 
Silaum · 
Sium · 
Smyrnium (Zwarte kervel) · 
Steganotaenia · 
Thapsia · 
Thaspium · 
Thecocarpus · 
Tiedemannia · 
Tilingia · 
Torilis (Doornzaad) · 
Xanthosia · 
...